# Evonne Goolagong
Evonne Fay Goolagong Cawley (31. srpnja 1951. u Griffithu, Novi Južni Wales, Australija) je bivša australska tenisačica i bivši svjetski broj 1.
Četiri puta je osvojila Australian Open, dvaput Wimbledon i jedanput Roland Garros. Bila je čak 18 puta u finalima Grand Slam turnira. Najveće uspjehe ostvarila je 1970-ih. Od 1974. do 1977. bila je velika suparnica Chris Evert-Lloyd.
Veliko iznenađenje napravila je na Wimbeldonu 1980. pobjedom protiv Chris Evert-Lloyd, tadašnjeg broja 1,  kao povratnica u tenis nakon poroda.
- Australian Open, 1971. do prosinca 1977., prvi trijumf 1974.
- Roland Garros, 1971. i 1972., prvi trijumf 1971.
- Wimbledon, 1971. do 1980., prvi trijumf 1971.
- US Open, 1973. do 1976., nikada ga nije osvojila

- Pobjednica Mastersa 1974. i 1976., finale 1978.

U svojoj karijeri osvojila je 92 turnira. Za Australiju je igrala 7 puta u Fed Cupu, koji su osvojili 1971., 1973. i 1974. godine.
Godine 1971. je od strane AP-a izabrana za sportašicu godine. Kao kuriozitet u njenoj karijeri ističe se podatak da je prvi put svjetski broj 1 na WTA listi bila 2007. godine, jer je Ženska teniska asocijacija ispravila grešku pri računanju bodova iz 1976., kada je prvi i jedini put trebala biti prva igračica svijeta.
Goolagong je bila trener australske Fed Cup reprezentacije 2002. godine.